# Regione di Fatick
La regione di Fatick è una regione amministrativa del Senegal, con capoluogo Fatick.

## Suddivisioni
La regione è divisa in: 3 dipartimenti (elencati), 9 arrondissement e 8 comuni.
|  | - Fatick - Foundiougne - Gossas |